# Museo nazionale del Pakistan
Il Museo Nazionale del Pakistan (in urdu: قومی عجائب گھر پاکستان) è un centro museale situato a Karachi, capoluogo del Sindh.

## Storia e descrizione
Il Museo Nazionale del Pakistan è stato istituito il 17 aprile 1950, in sostituzione del Victoria Museum. Il Museo è stato spostato nella sua sede attuale (situata a Burns Garden, Dr. Zia-ud-din Ahmed Road) nel 1970.
L'obiettivo fondamentale della creazione del Museo Nazionale era quello di raccogliere, preservare, studiare ed esibire i documenti della storia culturale del Pakistan.
Nel 1970 c'erano solo quattro gallerie nel Museo. Nel corso degli anni il museo è cresciuto, ospitando un totale di undici gallerie. Il Museo contiene anche una collezione di oggetti relativi al patrimonio culturale del Pakistan, esponendo manufatti della civiltà dell'Indo, sculture della civiltà del Gandhara, arte islamica, monete antiche e manoscritti che documentano la storia politica del Pakistan. C'è anche una galleria etnologica con statue a grandezza naturale di diverse etnie che vivono nelle quattro province del Pakistan moderno.
Il museo ha una collezione di sigilli e statue trovati nel sito archeologico di Mohenjo-daro.
Il Museo ha una collezione di 58000 monete antiche e centinaia di sculture. Inoltre, circa 70000 pubblicazioni, libri e altro materiale del Dipartimento di Archeologia e Musei sono stati trasferiti al Museo Nazionale in modo che i visitatori e il pubblico possano vederli e consultarli.